# Francisco Antonio Pinto
Francisco Antonio Pinto, čilenski general in politik, * 1785, † 1858.
1. 1 2  Roglo — 1997.